# 30 grandes canciones
30 grandes canciones es el nombre de un álbum recopilatorio del cantautor español José Luis Perales, siendo los productores René L. Toledo, Manny Benito, José Luis Gil y La Oreja de Van Gogh. Fue lanzado en el 2001 por la discográfica Sony Music bajo el sello Columbia Records.
Contó con la participación de:
- Ana Gabriel: «La cárcel del amor»
- La Oreja de Van Gogh: «Por que te vas» (a dueto con Amaia Montero)
- Alejandro Fernández: «¿Por qué esta soledad?»
- Mocedades: «Ay amor»

## Listado de canciones
| Disco 1 |                                            |          |  |
| N.º     | Título                                     | Duración |  |
| 1.      | «Porque te vas»                            | 4:23     |  |
| 2.      | «La cárcel del amor» (con Ana Gabriel)     | 4:24     |  |
| 3.      | «Tú como yo»                               | 4:17     |  |
| 4.      | «Hoy me acordé de ti»                      | 3:17     |  |
| 5.      | «Por ti»                                   | 2:42     |  |
| 6.      | «Mi último espectador»                     | 3:24     |  |
| 7.      | «Samaritanas del amor»                     | 3:24     |  |
| 8.      | «¿Qué pasará mañana?»                      | 3:38     |  |
| 9.      | «Dime»                                     | 3:43     |  |
| 10.     | «Isabel»                                   | 3:47     |  |
| 11.     | «Quédate conmigo»                          | 3:29     |  |
| 12.     | «La música»                                | 3:46     |  |
| 13.     | «Entre tú y yo»                            | 4:36     |  |
| 14.     | «Amigo»                                    | 3:18     |  |
| 15.     | «Porque te vas» (con La oreja de Van Gogh) | 4:10     |  |
| 56:18   |                                            |          |  |

| Disco 2  |                                                    |          |  |
| N.º      | Título                                             | Duración |  |
| 1.       | «Perdóname mi amor»                                | 3:43     |  |
| 2.       | «¿Por qué esta soledad?» (con Alejandro Fernández) | 3:44     |  |
| 3.       | «Si no estuvieras tú»                              | 3:30     |  |
| 4.       | «Te has quedado en mí»                             | 3:28     |  |
| 5.       | «¡Ay! Amor» (con Mocedades)                        | 3:38     |  |
| 6.       | «Como ha pasado el tiempo»                         | 3:28     |  |
| 7.       | «Le llamaban loca»                                 | 3:52     |  |
| 8.       | «El escultor y ella»                               | 5:09     |  |
| 9.       | «Buenos días tristeza»                             | 5:21     |  |
| 10.      | «Brindaremos por él»                               | 4:20     |  |
| 11.      | «El hombre y la sirena»                            | 4:43     |  |
| 12.      | «El loco»                                          | 3:38     |  |
| 13.      | «A más de mil kilómetros de ti»                    | 3:27     |  |
| 14.      | «Supervivientes»                                   | 4:11     |  |
| 15.      | «Me iré calladamente»                              | 3:57     |  |
| 01:00:09 |                                                    |          |  |

## Créditos y personal

### Músicos
Porque te vas
- Arreglos, programación y piano: Raúl del Sol
- Bajo: Julio Hernández
- Batería: Lee Levine
- Guitarras: René L. Toledo

La cárcel del amor (con Ana Gabriel)
- Arreglos, programación, piano y arreglo de cuerdas: Ricardo Eddy Martínez
- Bajo: Julio Hernández
- Guitarras: René L. Toledo
- Cuerdas: Miami Symponic Strings
- Concertino: Alfredo Oliva

Tú como yo
- Arreglos, programación y piano: Raúl del Sol
- Bajo: Julio Hernández
- Batería: Lee Levine
- Guitarras: René L. Toledo
- Coros: Lena Pérez, Jeannie Cruz y Raúl Midon
- Arreglos de cuerda: Ricardo Eddy Martínez
- Cuerdas: Miami Symponic Strings
- Concertino: Alfredo Oliva

Hoy me acordé de ti
- Arreglos, programación y piano: Raúl del Sol
- Bajo: Julio Hernández
- Batería: Lee Levine
- Guitarras: René L. Toledo
- Arreglos de cuerda: Ricardo Eddy Martínez
- Cuerdas: Miami Symponic Strings
- Concertino: Alfredo Oliva

Por ti
- Arreglos: Raúl del Sol y René L. Toledo
- Programación y piano: Raúl del Sol
- Bajo: Julio Hernández
- Batería: Lee Levine
- Guitarras: René L. Toledo
- Arreglos de cuerda: Ricardo Eddy Martínez
- Cuerdas: Miami Symponic Strings
- Concertino: Alfredo Oliva

Mi último espectador
- Arreglos, programación y piano: Raúl del Sol
- Bajo: Julio Hernández
- Batería: Lee Levine
- Guitarras: René L. Toledo
- Arreglos de cuerda: Ricardo Eddy Martínez
- Cuerdas: Miami Symponic Strings
- Concertino: Alfredo Oliva

Samaritanas del amor
- Arreglos, programación y piano: Raúl del Sol
- Bajo: Julio Hernández
- Batería: Lee Levine
- Guitarras: René L. Toledo
- Arreglos de cuerda: Ricardo Eddy Martínez
- Cuerdas: Miami Symponic Strings
- Concertino: Alfredo Oliva

¿Qué pasará mañana?
- Arreglos: Raúl del Sol y René L. Toledo
- Programación y piano: Raúl del Sol
- Bajo: Julio Hernández
- Batería: Lee Levine
- Guitarras: René L. Toledo
- Coros: Lena Pérez, Jeannie Cruz y Raúl Midon
- Arreglos de cuerda: Ricardo Eddy Martínez
- Cuerdas: Miami Symponic Strings
- Concertino: Alfredo Oliva

Dime
- Arreglos: Raúl del Sol
- Programación y piano: Raúl del Sol y René L. Toledo
- Bajo: Julio Hernández
- Batería: Lee Levine
- Guitarras: René L. Toledo
- Coros: Lena Pérez, Jeannie Cruz y Raúl Midon
- Arreglos de cuerda: Ricardo Eddy Martínez
- Cuerdas: Miami Symponic Strings
- Concertino: Alfredo Oliva

Isabel
- Arreglos, programación y piano: Ricardo Eddy Martínez
- Bajo: Julio Hernández
- Batería: Lee Levine
- Guitarras: René L. Toledo
- Arreglos de cuerda: Ricardo Eddy Martínez
- Cuerdas: Miami Symponic Strings
- Concertino: Alfredo Oliva

Quédate conmigo
- Arreglos, programación, guitarras y bajo: Juan R. Márquez
- Fliscorno y flauta: Tony Concepción
- Trombón: Dana Teboe
- Cuerdas: Miami Symponic Strings
- Concertino: Alfredo Oliva

La música
- Arreglos: Eddy Guerín

Entre tú y yo
- Arreglos: Bebu Silvetti
- Concertino: Ezra Kliger
- Batería: Orlando Hernández
- Bajo: Jorge Casas
- Guitarras y mandolina: Manny López
- Percusión: Rafael Solano
- Piano y sintetizador: Bebu Silvetti

Amigo
- Arreglos: Danilo Vaona

Porque te vas (con La oreja de Van Gogh)
- Arreglos: La oreja de Van Gogh

Perdóname mi amor
- Arreglos, programación y piano: Ricardo Eddy Martínez
- Bajo: Julio Hernández
- Batería: Lee Levine
- Guitarras: René L. Toledo
- Arreglos de cuerda: Ricardo Eddy Martínez
- Cuerdas: Miami Symponic Strings
- Concertino: Alfredo Oliva

¿Por qué esta soledad?
- Arreglos, programación y piano: Ricardo Eddy Martínez
- Bajo: Julio Hernández
- Batería: Lee Levine
- Guitarras: René L. Toledo
- Arreglos de cuerda: Ricardo Eddy Martínez
- Cuerdas: Miami Symponic Strings
- Concertino: Alfredo Oliva

Si no estuvieras tú
- Arreglos: Eddy Guerín

Te has quedado en mí
- Arreglos: Eddy Guerín
- Piano: Ricardo Eddy Martínez
- Guitarras (eléctrica, steel guitar y nylon): René L. Toledo
- Cuerdas: The Miami Symphonic Strings
- Arreglo de cuerdas: Ricardo Eddy Martínez
- Concertino: Alfredo Oliva

¡Ay! Amor (con Mocedades)
- Dirección de orquesta y arreglos musicales: Mauricio Fabrizio

Cómo ha pasado el tiempo
- Arreglos: Walter Tesoriere

Le llamaban loca
- Arreglos: Nick Ingman

El escultor y ella
- Arreglos, programación y piano: Ricardo Eddy Martínez
- Bajo: Julio Hernández
- Batería: Lee Levine
- Guitarras: René Toledo
- Arreglos de cuerda: Ricardo Eddy Martínez
- Cuerdas: Miami Symponic Strings
- Concertino: Alfredo Oliva

Buenos días tristeza
- Arreglos, programación y piano: Ricardo Eddy Martínez
- Bajo: Julio Hernández
- Batería: Lee Levine
- Guitarras: René L. Toledo
- Arreglos de cuerda: Ricardo Eddy Martínez
- Cuerdas: Miami Symponic Strings
- Concertino: Alfredo Oliva

Brindaremos por él
- Arreglos: Eddy Guerín

El hombre y la sirena
- Arreglos: Eddy Guerín

El loco
- Arreglos: Nick Ingman

A más de mil kilómetros de ti
- Arreglos: Danilo Vaona

Supervivientes
- Arreglos: Walter Tesoriere

Me iré calladamente
- Arreglos: Graham Preskett

### Personal de grabación y posproducción
- Todas las canciones compuestas por José Luis Perales
- Editorial: Ediciones TOM MUSIC S.L.
- Compañía discográfica: Sony Music International (bajo el sello Columbia Records), A&R Development,  Nueva York, Estados Unidos
- Dirección de producción y productores: René L. Toledo, Manny Benito, José Luis Gil y La Oreja de Van Gogh.
- Realización de las copias maestras: Vlado Meller
- Estudio de grabación de las copias maestras: Sony Studios; Nueva York, Estados Unidos
- Fotografía: Daniel Dicenta

Porque te vas
- Productor: René L. Toledo
- Estudio de grabación: Toledo Productions and Coconut Sound
- Ingenieros de sonido: Mike Rivera y Carlos Álvarez
- Estudio de mezclas: The Hit Factory/Criteria
- Ingeniero de mezclas: Carlos Álvarez
- Asistente de mezclas: Vadim Chislov
- Estudio de grabación de voz de José Luis Perales: Sintonía
- Ingeniero de grabación de voz de José Luis Perales: Carlos Álvarez
- Asistente de grabación de voz de José Luis Perales: Pepo Sherman

La cárcel del amor (con Ana Gabriel)
- Ana Gabriel aparece por cortesía de Sony Music Entertainment (México) S.A. de C.V.
- Productor: René L. Toledo
- Estudio de grabación: Toledo Productions and Coconut Sound
- Ingenieros de grabación: Mike Rivera y Erick Schilling
- Estudio de mezclas: The Hit Factory/Criteria
- Ingeniero de mezclas: Carlos Álvarez
- Asistente de mezclas: Davi Heuer
- Estudio de grabación de voz de José Luis Perales: Sintonía
- Ingeniero de grabación de voz de José Luis Perales: Carlos Álvarez
- Asistente de grabación de voz de José Luis Perales: Pepo Sherman
- Estudio de grabación de vz de Ana Gabriel: Sony Studios México

Tú como yo
- Productor: René L. Toledo
- Estudio de grabación: Toledo Productions and Coconut Sound
- Ingenieros de grabación: Mike Rivera y Carlos Álvarez
- Estudio de mezclas: The Hit Factory/Criteria
- Ingeniero de mezcla: Carlos Álvarez
- Asistente de mezcla: Vadim Chislov
- Estudio de grabación de voz de José Luis Perales: Sintonía
- Ingeniero de grabación de voz de José Luis Perales: Carlos Álvarez
- Asistente de grabación de voz de José Luis Perales: Pepo Sherman
- Sello discográfico: Ediciones Musicales Hispavox

Hoy me acordé de ti
- Productor: René L. Toledo
- Estudio de grabación: Toledo Productions and Coconut Sound
- Ingenieros de grabación: Mike Rivera y Carlos Álvarez
- Estudio de mezclas: The Hit Factory/Criteria
- Ingeniero de mezcla: Carlos Álvarez
- Asistente de mezcla: David Heuer
- Estudio de grabación de voz de José Luis Perales: Sintonía
- Ingeniero de grabación de voz de José Luis Perales: Carlos Álvarez
- Asistente de grabación de voz de José Luis Perales: Pepo Sherman
- Sello discográfico: Ediciones Musicales Hispavox

Por ti
- Productor: René L. Toledo
- Estudio de grabación: Toledo Productions and Coconut Sound
- Ingenieros de grabación: Mike Rivera y Carlos Álvarez
- Estudio de mezclas: The Hit Factory/Criteria
- Ingeniero de mezcla: Carlos Álvarez
- Asistente de mezcla: David Heuer
- Estudio de grabación de voz de José Luis Perales: Sintonía
- Ingeniero de grabación de voz de José Luis Perales: Carlos Álvarez
- Asistente de grabación de voz de José Luis Perales: Pepo Sherman
- Sello discográfico: Ediciones Musicales Hispavox

Mi último espectador
- Productor: René L. Toledo
- Estudio de grabación: Toledo Productions and Coconut Sound
- Ingenieros de grabación: Mike Rivera y Carlos Álvarez
- Estudio de mezclas: The Hit Factory/Criteria
- Ingeniero de mezcla: Carlos Álvarez
- Asistente de mezcla: Vadim Chislov
- Estudio de grabación de voz de José Luis Perales: Sintonía
- Ingeniero de grabación de voz de José Luis Perales: Carlos Álvarez
- Asistente de grabación de voz de José Luis Perales: Pepo Sherman
- Sello discográfico: Ediciones Musicales Hispavox

Samaritanas del amor
- Productor: René L. Toledo
- Estudio de grabación: Toledo Productions and Coconut Sound
- Ingenieros de grabación: Mike Rivera y Carlos Álvarez
- Estudio de mezclas: The Hit Factory/Criteria
- Ingeniero de mezcla: Carlos Álvarez
- Asistente de mezcla: David Heuer
- Estudio de grabación de voz de José Luis Perales: Sintonía
- Ingeniero de grabación de voz de José Luis Perales: Carlos Álvarez
- Asistente de grabación de voz de José Luis Perales: Pepo Sherman
- Sello discográfico: Ediciones Musicales Hispavox

¿Qué pasará mañana?
- Productor: René L. Toledo
- Estudio de grabación: Toledo Productions and Coconut Sound
- Ingenieros de grabación: Mike Rivera y Carlos Álvarez
- Estudio de mezclas: The Hit Factory/Criteria
- Ingeniero de mezcla: Carlos Álvarez
- Asistente de mezcla: David Heuer
- Estudio de grabación de voz de José Luis Perales: Sintonía
- Ingeniero de grabación de voz de José Luis Perales: Carlos Álvarez
- Asistente de grabación de voz de José Luis Perales: Pepo Sherman
- Sello discográfico: Ediciones Musicales Hispavox

Dime
- Productor: René L. Toledo
- Estudio de grabación: Toledo Productions and Coconut Sound
- Ingenieros de grabación: Mike Rivera y Carlos Álvarez
- Estudio de mezclas: The Hit Factory/Criteria
- Ingeniero de mezcla: Carlos Álvarez
- Asistente de mezcla: David Heuer
- Estudio de grabación de voz de José Luis Perales: Sintonía
- Ingeniero de grabación de voz de José Luis Perales: Carlos Álvarez
- Asistente de grabación de voz de José Luis Perales: Pepo Sherman
- Sello discográfico: Ediciones Musicales Hispavox

Isabel
- Productor: René L. Toledo
- Estudio de grabación: Toledo Productions and Coconut Sound
- Ingenieros de grabación: Mike Rivera y Erick Schilling
- Estudio de mezclas: The Hit Factory/Criteria
- Ingeniero de mezcla: Carlos Álvarez
- Asistente de mezcla: David Heuer
- Estudio de grabación de voz de José Luis Perales: Sintonía
- Ingeniero de grabación de voz de José Luis Perales: Carlos Álvarez
- Asistente de grabación de voz de José Luis Perales: Pepo Sherman
- Sello discográfico: Ediciones Musicales Hispavox

Quédate conmigo
- Productor: Manny Benito

La música
- Productor: José Luis Gil

Entre tú y yo
- Manny Benito
- Estudio de grabación: Euromusic; Madrid
- Ingeniero de grabación: Juan Vinader

Amigo
- Productor: José Luis Gil

- Porque te vas (con La oreja de Van Gogh)
- Ana Gabriel aparece por cortesía de Sony Music Entertainment Spain S.A.
- Producción: La oreja de Van Gogh
- Estudio de grabación: Gárate Estudios; San Sebastián
- Ingeniero de grabación: Kaki Arkarazo
- Asistente de grabación: Izaskun Silva
- Estudio de grabación de la voz de José Luis Perales: Sintonía
- Ingeniero de grabación de la voz de José Luis Perales: Pepo Sherman

Perdóname mi amor
- Productor: René L. Toledo
- Estudio de grabación: Toledo Productions and Coconut Sound
- Ingenieros de grabación: Mike Rivera y Erick Schilling
- Estudio de mezclas: The Hit Factory/Criteria
- Ingeniero de mezcla: Carlos Álvarez
- Asistente de mezcla: David Heuer
- Estudio de grabación de voz de José Luis Perales: Sintonía
- Ingeniero de grabación de voz de José Luis Perales: Carlos Álvarez
- Asistente de grabación de voz de José Luis Perales: Pepo Sherman
- Sello discográfico: Ediciones Musicales Hispavox

¿Por qué esta soledad? (con Alejandro Fernández)
- Alejandro Fernández aparece por cortesía de Sony Music Entertainment (México) S.A. de C.V.
- Productor: René L. Toledo
- Estudio de grabación: Toledo Productions and Coconut Sound
- Ingenieros de grabación: Mike Rivera y Erick Schilling
- Estudio de mezclas: The Hit Factory/Criteria
- Ingeniero de mezcla: Carlos Álvarez
- Asistente de mezcla: David Heuer
- Estudio de grabación de voz de José Luis Perales: Sintonía
- Ingeniero de grabación de voz de José Luis Perales: Carlos Álvarez
- Asistente de grabación de voz de José Luis Perales: Pepo Sherman

Si no estuvieras tú
- Productor: José Luis Gil

Te has quedado en mí
- Productor: René L. Toledo
- Estudios de grabación: Crescent Moon, The Hit Factory/Criteria; Miami, Estados Unidos
- Ingenieros de grabación: por Erick Shilling y Carlos Álvarez
- Asistentes de grabación: Gustavo Bonnet y Toni Mardini
- Estudio de mezclas: The Hit Factory/Criteria; Miami, Estados Unidos
- Ingeniero de mezclas: Carlos Álvarez
- Asistente de mezclas: Chris Carroll
- Estudio de grabación de voz de José Luis Perales: Eurosonic; Madrid, España
- Ingeniero de grabación de voz de José Luis Perales: Juan Vinader
- Asistente de grabación de voz de José Luis Perales: Álvaro Laguna

Cómo ha pasado el tiempo
- Productor: José Luis Gil

Le llamaban loca
- Productor: José Luis Gil

El escultor y ella
- Productor: René L. Toledo
- Estudio de grabación: Toledo Productions and Coconut Sound
- Ingenieros de grabación: Mike Rivera y Erick Schilling
- Estudio de mezclas: The Hit Factory/Criteria
- Ingeniero de mezcla: Carlos Álvarez
- Asistente de mezcla: David Heuer
- Estudio de grabación de voz de José Luis Perales: Sintonía
- Ingeniero de grabación de voz de José Luis Perales: Carlos Álvarez
- Asistente de grabación de voz de José Luis Perales: Pepo Sherman

Buenos días tristeza
- Productor: René L. Toledo
- Estudio de grabación: Toledo Productions and Coconut Sound
- Ingenieros de grabación: Mike Rivera y Erick Schilling
- Estudio de mezclas: The Hit Factory/Criteria
- Ingeniero de mezcla: Carlos Álvarez
- Asistente de mezcla: David Heuer
- Estudio de grabación de voz de José Luis Perales: Sintonía
- Ingeniero de grabación de voz de José Luis Perales: Carlos Álvarez
- Asistente de grabación de voz de José Luis Perales: Pepo Sherman

Brindaremos por él
- Productor: José Luis Gil

El hombre y la sirena
- Productor: José Luis Gil

El loco
- Productor: José Luis Gil

A más de mil kilómetros de ti
- Productor: José Luis Gil

Supervivientes
- Productor: José Luis Gil

### Créditos y personal
«DISCOGRAFÍA - 30 GRANDES CANCIONES». joseluisperales.net. 2012. Archivado desde el original el 26 de abril de 2012. Consultado el 15 de enero de 2013.
- Datos: Q5652010